# Turkestánská autonomní sovětská socialistická republika
Turkestánská autonomní sovětská socialistická republika (původně Turkestánská socialistická federativní republika; 30. duben 1918 – 27. říjen 1924) byla autonomní republika Ruské sovětské federativní socialistické republiky, která se nacházela v Sovětské střední Asii.
V době Ruského impéria bylo území Turkestánské ASSR spravováno jako Turkestánský kraj, Bucharský emirát a Chivský chanát. Od roku 1905 usilovali ideologové panturkismu, jako třeba Ismail Gasprinsky, o potlačení rozdílů mezi národy hovořícími turkickými jazyky a jejich sjednocení do jedné vlády.

## Vlajky

Vlajka Turkestánské ASSR (1919-1921)
Vlajka Turkestánské ASSR (1921-1924)[zdroj?]